# 方岳 (嘉靖進士)
方岳（1522年—？），字鎮伯，號南湖，山東萊州衛軍籍，湖廣麻城縣人，明朝官员。

## 生平
己酉科（1549年）山東鄉試第十八名舉人。嘉靖三十五年（1556年）中式丙辰科三甲第十七名進士。工部观政，授直隶太平府推官，三十八年復除大同府，四十四年復除河间府，十一月選授兵科给事中，隆慶元年正月升陕西督粮佥事，四年四月升为浙江布政使司右参议，分守温处道，五年正月考察以不謹閑住。

## 家族
曾祖方政；祖父方琮，知縣；父方銳，義官。母毛氏。兄方嶨。